# Ожарув (Лодзинське воєводство)
Ожарув (пол. Ożarów) — село в Польщі, у гміні Мокрсько Велюнського повіту Лодзинського воєводства.
Населення — 970 осіб (2011).
У 1975-1998 роках село належало до Серадзького воєводства.

## Демографія
Демографічна структура станом на 31 березня 2011 року:
|          | Загалом | Допрацездатний вік | Працездатний вік | Постпрацездатний вік |
| -------- | ------- | ------------------ | ---------------- | -------------------- |
| Чоловіки | 484     | 115                | 321              | 48                   |
| Жінки    | 486     | 96                 | 270              | 120                  |
| Разом    | 970     | 211                | 591              | 168                  |